# DDR-Mannschaftsmeisterschaft im Schach 1978
Bei der DDR-Mannschaftsmeisterschaft im Schach 1978 gewann Buna Halle-Neustadt zum siebten Mal die DDR-Mannschaftsmeisterschaft.
Gespielt wurde ein Rundenturnier, wobei jede Mannschaft gegen jede andere jeweils vier Mannschaftskämpfe an acht Brettern austrug. Insgesamt waren es 112 Mannschaftskämpfe, also 896 Partien.
Halle hatte sechs Punkte Vorsprung, obwohl Leipzig alle Begegnungen gewann, die nach dem Scheveninger System ausgetragen wurden.

## DDR-Mannschaftsmeisterschaft 1978

### Kreuztabelle der Sonderliga (Rangliste)
|   | Verein                     | 1    | 2    | 3    | 4    | 5    | 6    | 7    | 8    | Punkte |
| - | -------------------------- | ---- | ---- | ---- | ---- | ---- | ---- | ---- | ---- | ------ |
| 1 | Buna Halle-Neustadt        |      | 14,0 | 20,5 | 19,5 | 21,0 | 25,0 | 25,0 | 25,5 | 150,5  |
| 2 | Schachgemeinschaft Leipzig | 18,0 |      | 18,0 | 22,5 | 22,5 | 21,0 | 20,0 | 22,5 | 144,5  |
| 3 | AdW der DDR, Berlin        | 11,5 | 14,0 |      | 17,0 | 16,0 | 13,5 | 20,0 | 17,5 | 109,5  |
| 4 | Vorwärts Strausberg        | 12,5 | 09,5 | 15,0 |      | 18,0 | 18,0 | 15,5 | 19,0 | 107,5  |
| 5 | Post Dresden               | 11,0 | 09,5 | 16,0 | 14,0 |      | 17,0 | 18,5 | 20,5 | 106,5  |
| 6 | Lok / TH Karl-Marx-Stadt   | 07,0 | 11,0 | 18,5 | 14,0 | 15,0 |      | 17,5 | 20,0 | 103,0  |
| 7 | Funkwerk Erfurt            | 07,0 | 12,0 | 12,0 | 16,5 | 13,5 | 14,5 |      | 19,0 | 094,5  |
| 8 | Lokomotive Dresden         | 06,5 | 09,5 | 14,5 | 13,0 | 11,5 | 12,0 | 13,0 |      | 080,0  |

### Beste Spieler an den einzelnen Brettern
| Brett | Spieler              | Verein     | Prozent |
| ----- | -------------------- | ---------- | ------- |
| 1     | Lothar Vogt          | Strausberg | 82,1    |
| 2     | Rainer Knaak         | Leipzig    | 82,6    |
| 3     | Günther Möhring      | Halle      | 67,5    |
| 4     | Hans-Ulrich Grünberg | Halle      | 75,0    |
| 5     | Manfred Böhnisch     | Leipzig    | 77,5    |
| 6     | Wolfgang Dietze      | Halle      | 75,0    |
| 7     | Wolfram Heinig       | Leipzig    | 66,1    |
| 8     | Jörg Pachow          | Dresden    | 70,0    |

### Die Meistermannschaft
| 1.            | Buna Halle-Neustadt |
| Schachfiguren | Burkhard Malich, Uwe Bönsch, Günther Möhring, Hans-Ulrich Grünberg, Heinz Liebert, Wolfgang Dietze, Anton Csulits, Brigitte Hofmann, Lutz Espig, Michael Stettler, Peter Enders |

### Oberliga
| Platz | Verein                   | Punkte |
| ----- | ------------------------ | ------ |
| 01    | Lok Schwerin             | 88,0   |
| 02    | SG Leipzig II            | 83,0   |
| 03    | Lok Pankow               | 81,0   |
| 04    | WBK 67 Halle-Neustadt    | 77,5   |
| 05    | Rotation Berlin          | 72,5   |
| 06    | Buna Halle-Neustadt II   | 68,5   |
| 07    | AdW Berlin II            | 68,5   |
| 08    | Lok Brandenburg          | 63,0   |
| 09    | Lok Rostock              | 63,0   |
| 10    | Vorwärts Stallberg/Demen | 53,5   |

| Platz | Verein                              | Punkte |
| ----- | ----------------------------------- | ------ |
| 01    | Greika Greiz                        | 91,0   |
| 02    | Chemie Lützkendorf                  | 82,0   |
| 03    | Aktivist Schwarze Pumpe Hoyerswerda | 80,5   |
| 04    | Lok Mitte Leipzig                   | 78,0   |
| 05    | Motor Gohlis Nord Leipzig           | 77,0   |
| 06    | Post Dresden II                     | 72,0   |
| 07    | Carl Zeiss Jena                     | 66,0   |
| 08    | HSG PH Potsdam                      | 64,0   |
| 09    | Rotation Berlin II                  | 55,0   |
| 10    | SG Leipzig III                      | 54,5   |

Den Entscheidungskampf der beiden Staffelsieger um den Aufstieg gewann Greika Greiz mit 9:7 gegen Lok Schwerin.

### DDR-Liga
In der veröffentlichten Abschlusstabelle der Staffel E fehlen die Ergebnisse von zwei Hängepartien, die jedoch den Tabellenstand nicht beeinflussen konnten. In Staffel B trat Lok Frankfurt am letzten Spieltag nicht an und wurde gestrichen.
| Platz | Verein                    | Punkte |
| ----- | ------------------------- | ------ |
| 01    | Schifffahrt/Hafen Rostock | 97,0   |
| 02    | Post Berlin               | 88,5   |
| 03    | Rotation Schwedt          | 77,0   |
| 04    | SGS Stralsund             | 76,5   |
| 05    | Lok Waren/Rethwisch       | 69,0   |
| 06    | Lok Schwerin II           | 66,5   |
| 07    | Veritas Wittenberge       | 66,5   |
| 08    | Medizin Neubrandenburg    | 66,0   |
| 09    | SGS Greifswald            | 57,0   |
| 10    | Post Ludwigslust          | 52,5   |

| Platz | Verein                      | Punkte |
| ----- | --------------------------- | ------ |
| 1     | Einheit Friesen Berlin      | 80,0   |
| 2     | Fortschritt Cottbus         | 73,5   |
| 3     | Motor SO Magdeburg II       | 73,5   |
| 4     | Dynamo Potsdam              | 66,5   |
| 5     | Vorwärts Strausberg II      | 65,5   |
| 6     | Motor Teltow                | 64,0   |
| 7     | TSG Oberschöneweide         | 54,0   |
| 8     | SG Weißensee                | 52,0   |
| 9     | Humboldt-Universität Berlin | 43,0   |

| Platz | Verein                       | Punkte |
| ----- | ---------------------------- | ------ |
| 01    | Motor SO Magdeburg           | 94,5   |
| 02    | Aufbau Börde Magdeburg       | 83,5   |
| 03    | Motor Gohlis Nord Leipzig II | 80,0   |
| 04    | Empor Potsdam                | 77,0   |
| 05    | Motor Leipzig-Lindenau       | 74,5   |
| 06    | Lok Salzwedel/Tylsen         | 74,5   |
| 07    | Lok Naumburg                 | 70,5   |
| 08    | TH Merseburg                 | 62,0   |
| 09    | Chemie Lützkendorf II        | 54,5   |
| 10    | Lok Mitte Leipzig II         | 49,0   |

| Platz | Verein                       | Punkte |
| ----- | ---------------------------- | ------ |
| 01    | Lok / TH Karl-Marx-Stadt II  | 84,5   |
| 02    | Aktivist Zentronik Oelsnitz  | 84,0   |
| 03    | Motor Görlitz                | 75,5   |
| 04    | Einheit Freiberg             | 75,0   |
| 05    | Motor Markneukirchen         | 73,5   |
| 06    | Pentacon Dresden             | 71,5   |
| 07    | Motor IFA Karl-Marx-Stadt    | 69,5   |
| 08    | Aktivist Brieske-Senftenberg | 67,0   |
| 09    | Lok Dresden II               | 64,0   |
| 10    | Fortschritt Plauen           | 54,5   |

| Platz | Verein                  | Punkte |
| ----- | ----------------------- | ------ |
| 01    | Lok Gera                | 92,0   |
| 02    | Fortschritt Mühlhausen  | 79,5   |
| 03    | Buna Halle-Neustadt III | 78,0   |
| 04    | Motor Steinach          | 74,0   |
| 05    | ISG Apolda              | 72,0   |
| 06    | Carl Zeiss Jena II      | 72,0   |
| 07    | Funkwerk Erfurt II      | 69,5   |
| 08    | Einheit Bad Salzungen   | 63,0   |
| 09    | Motor Weimar            | 61,0   |
| 10    | Motor Suhl              | 58,0   |

## DDR-Mannschaftsmeisterschaft der Frauen 1978

### Oberliga
Die Oberliga spielte zunächst in zwei Staffeln, aus denen dann je zwei Mannschaften in eine der drei Finalgruppen gelangten. Ergebnisse untereinander wurden in die Finalgruppen übernommen.
Vorrunde
In der Staffel A wurden Karl-Marx-Stadt wegen einmaligen Nichtantretens drei Punkte abgezogen. Dennoch wurde die Mannschaft Staffelsieger.
| Platz | Verein                   | Punkte |
| ----- | ------------------------ | ------ |
| 1     | Lok / TH Karl-Marx-Stadt | 36,5   |
| 2     | Motor Weimar             | 36,5   |
| 3     | Buna Halle-Neustadt      | 35,5   |
| 4     | Metall Gera              | 25,5   |
| 5     | Lok Naumburg             | 22,5   |
| 6     | Post Dresden             | 20,5   |

| Platz | Verein                          | Punkte |
| ----- | ------------------------------- | ------ |
| 1     | Motor Leipzig-Lindenau / Gohlis | 40,5   |
| 2     | TSG Wittenberg                  | 36,0   |
| 3     | PH/Empor Potsdam                | 36,0   |
| 4     | Lok RAW Cottbus                 | 31,5   |
| 5     | TH/Motor SO Magdeburg           | 19,5   |
| 6     | Buna Halle-Neustadt II          | 16,5   |

Endrunde
| Platz | Verein                          | Punkte |
| ----- | ------------------------------- | ------ |
| 1     | Motor Leipzig-Lindenau / Gohlis | 22,5   |
| 2     | Motor Weimar                    | 18,5   |
| 3     | TSG Wittenberg                  | 16,0   |
| 4     | Lok / TH Karl-Marx-Stadt        | 15,0   |

| Platz | Verein              | Punkte |
| ----- | ------------------- | ------ |
| 5     | Metall Gera         | 19,0   |
| 6     | Buna Halle-Neustadt | 19,0   |
| 7     | Lok RAW Cottbus     | 17,5   |
| 8     | PH / Empor Potsdam  | 16,5   |

| Platz | Verein                  | Punkte |
| ----- | ----------------------- | ------ |
| 09    | Lok Naumburg            | 22,5   |
| 10    | Post Dresden            | 20,0   |
| 11    | TH / Motor SO Magdeburg | 15,0   |
| 12    | Buna Halle-Neustadt II  | 12,5   |

### DDR-Liga
Vorrunde
| Platz | Verein                              | Punkte |
| ----- | ----------------------------------- | ------ |
| 1     | Lok Halle                           | 36,0   |
| 2     | Chemie Köpenick                     | 30,5   |
| 3     | Post Ludwigslust / Einheit Schwerin | 20,5   |
| 4     | WBK Berlin                          | 17,0   |
| 5     | Chemie 70 Rostock                   | 15,0   |

| Platz | Verein                       | Punkte |
| ----- | ---------------------------- | ------ |
| 1     | TSG Wittenberg II            | 30,5   |
| 2     | MK Allstedt                  | 30,5   |
| 3     | Stahl Thale                  | 29,5   |
| 4     | Empor Barby                  | 17,5   |
| 5     | Einheit/Medizin Sangerhausen | 12,0   |

| Platz | Verein                    | Punkte |
| ----- | ------------------------- | ------ |
| 1     | Motor Leipzig-Lindenau II | 28,5   |
| 2     | Motor Weimar II           | 25,5   |
| 3     | Wismut Aue                | 25,0   |
| 4     | SG Görlitz                | 23,5   |
| 5     | Metall Gera II            | 17,5   |

Aufstiegsspiele zur Oberliga.
Die drei Staffelsieger ermittelten zwei Aufsteiger.
| Platz | Verein                    | Punkte |
| ----- | ------------------------- | ------ |
| 1     | Lok Halle                 | 16,5   |
| 2     | Motor Leipzig-Lindenau II | 14,0   |
| 3     | TSG Wittenberg II         | 05,5   |

## Jugendmeisterschaften
| Altersklasse | männlich        | weiblich        |
| ------------ | --------------- | --------------- |
| Schüler      | ASP Hoyerswerda | ASP Hoyerswerda |
| Jugend       | ASP Hoyerswerda |                 |